# Angelo Miceli
Angelo Miceli (Palermo, 25 luglio 1910 – Grottaferrata, 11 settembre 1974) è stato un imprenditore e dirigente sportivo italiano.

## Biografia
Angelo Miceli si affacciò sul panorama sportivo romano alla fine degli anni cinquanta, quando divenne presidente della Romulea. Costruttore siciliano trapiantato a Roma, entrò a far parte della S.S. Lazio in veste di consigliere nel 1959.
Il 21 luglio 1962 Massimo Giovannini, nominato già da un anno commissario straordinario del club romano da Giuseppe Pasquale, presidente della Lega Calcio, fu affiancato nel suo lavoro dallo stesso Miceli.
Il 27 settembre dello stesso anno, in congresso, apparve un nuovo ed eccentrico personaggio, Ernesto Brivio, il quale riuscì a formare un comitato di cui facevano parte anche Giovannini e Miceli con le funzioni di vicepresidenti. Mentre la squadra biancoceleste si accingeva a tornare in Serie A dopo la retrocessione, Brivio lascia ogni incarico e quindi il 21 febbraio 1963 fu necessario ripristinare il consolato tra Giovannini e Miceli, con quest'ultimo che, dopo un breve periodo nel ruolo di commissario, divenne presidente il 12 dicembre e sempre in precarie condizioni economiche.
Il 29 ottobre 1964 affidò la presidenza al generale Giorgio Vaccaro.
Progressivamente gli impegni dell'imprenditore con la Lazio si diradarono fino ad annullarsi del tutto.